# Quercus suber
La quercia da sughero (Quercus suber L., 1753), o sughera, è un albero sempreverde della famiglia delle Fagaceae. Originaria dell'Europa sud-occidentale e dell'Africa nord-occidentale è da tempi remoti naturalizzata e spontanea in tutto il bacino occidentale del mar Mediterraneo, molto longeva e può diventare plurisecolare.

## Descrizione
La sughera ha un portamento arboreo, con altezza che può raggiungere i 20 metri e chioma lassa ed espansa. La vita media è di 250-300 anni, diminuisce negli esemplari sfruttati per il sughero. La caratteristica più evidente di questa specie è il notevole sviluppo in spessore del ritidoma, che non si distacca mai dalla corteccia, formando un rivestimento suberoso detto in termine commerciale sughero.

### Corteccia
La corteccia rappresenta una forma di risposta ad ambienti aridi con frequente passaggio del fuocoː il tessuto tegumentale, privo di spazi intercellulari, formato da cellule morte, la cui parete è ispessita e suberificata e il lume cellulare ripieno d'aria, isola e protegge i tessuti sottostanti dagli scambi termici e dagli scambi di sostanze chimiche liquide o gassose. La continuità del rivestimento suberoso è interrotto dalle lenticelle, strutture pluricellulari che permettono lo scambio di gas e liquidi con l'esterno.
Il sughero si presenta di colore grigio-rossastro nei rami di alcuni anni d'età, dapprima con screpolature grigio-chiare, poi sempre più larghe e irregolari a causa della trazione tangenziale provocata dall'accrescimento in diametro del fusto. Dopo diversi anni il sughero forma una copertura irregolare e spugnosa di colore grigio, detta comunemente sugherone o sughero maschio.
Dopo la rimozione del sughero maschio, il fellogeno produce ogni anno nuovi strati di tessuto suberoso che formano un rivestimento più compatto e più regolare, detto sughero femmina o gentile, con una fitta screpolatura prevalentemente longitudinale e meno profonda. L'anno in cui viene rimosso il sughero, il fusto ha un marcato colore rosso-mattone che nel tempo vira al rosso-bruno fino al bruno scuro quando il sughero femmina ha già raggiunto uno spessore significativo.

### Foglie
Le foglie sono verdi e coriacee, tomentose sulla pagina inferiore, generalmente piccole negli ambienti secchi, più grandi in quelli più freschi. Sono brevemente picciolate e hanno una lamina di forma variabile da ovata a oblunga. Il margine è generalmente dentato e spinoso, ma può presentarsi anche intero nella pianta adulta, più o meno revoluto. Possono confondersi facilmente con le foglie del leccio, da cui si distinguono per lo più per il minore numero di nervature. L'inserzione sui rami è alterna.

### Fiori
I fiori sono unisessuali portati separatamente sulla pianta. I fiori maschili sono riuniti in infiorescenze ad amento lassi, di colore giallo-verdastro, portati all'estremità dei rami dell'anno precedente. I fiori femminili sono generalmente riuniti in piccoli gruppi (2-5 fiori), eretti, di colore verdastro sui rami dell'anno. La fioritura è in maggio-giugno.

### Frutti
Il frutto è una ghianda ovale di colore verde quando è immatura, bruna a maturità, lunga fino a 3 cm con apice molto breve. La cupola è più conica rispetto a quella del leccio, ricopre la ghianda per una lunghezza variabile da un terzo a metà, con squame grigio-verdastre, patenti, a volte retroflesse. Esistono 2 sottospecie (sottospecie tipo e sottospecie occidentalis) del tutto simili morfologicamente tra loro tranne che per le squame della cupola della ghianda: libere e divergenti nella tipica, schiacciate nella occidentalis. Fra le due sottospecie esiste una differenza fisiologica sostanziale: la sottospecie occidentalis ha maturazione delle ghiande biennale e non annuale. Nella varietà botanica serotina, presente insieme alla sottospecie tipica in Toscana, Sardegna e Sicilia, la ghianda matura in due anni.
La produzione dei frutti avviene in media dopo 15-20 anni dall'impianto.

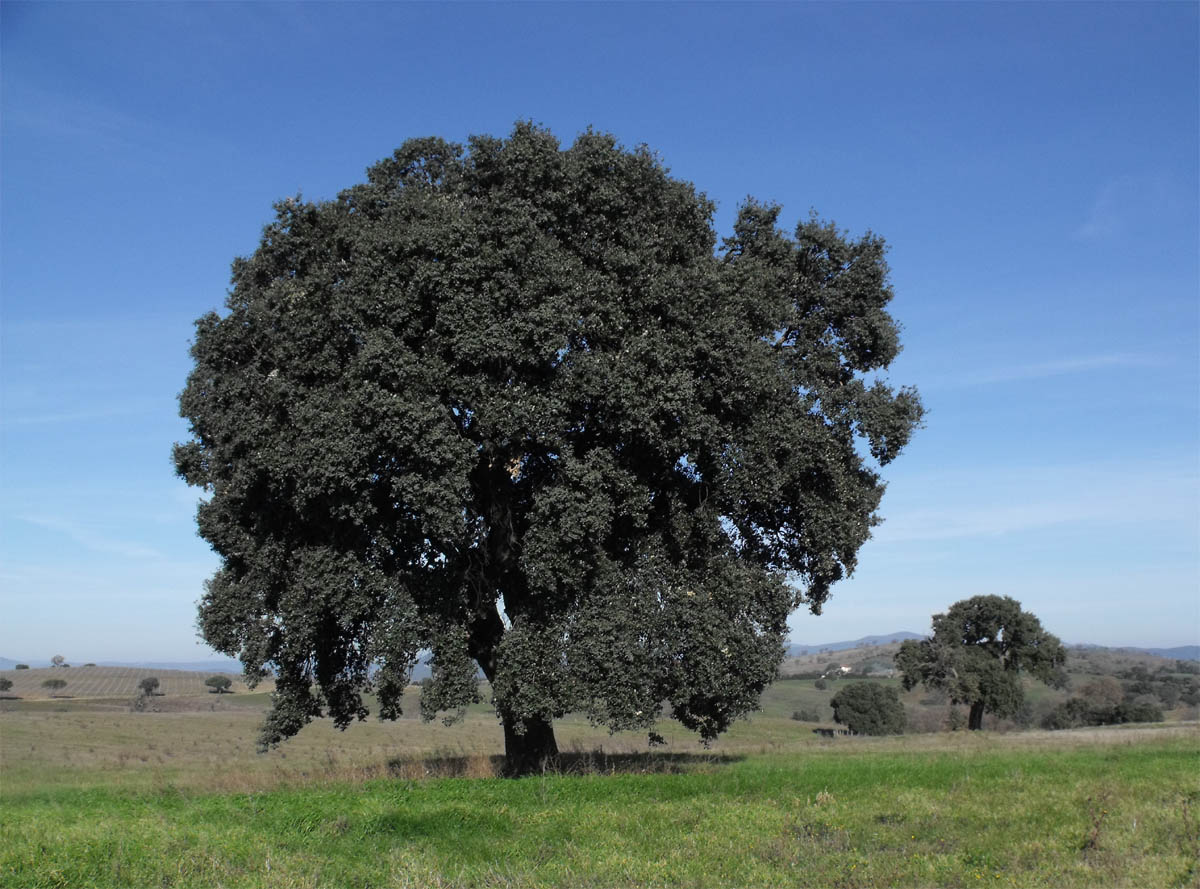
Grande esemplare di sughera in provincia di Grosseto
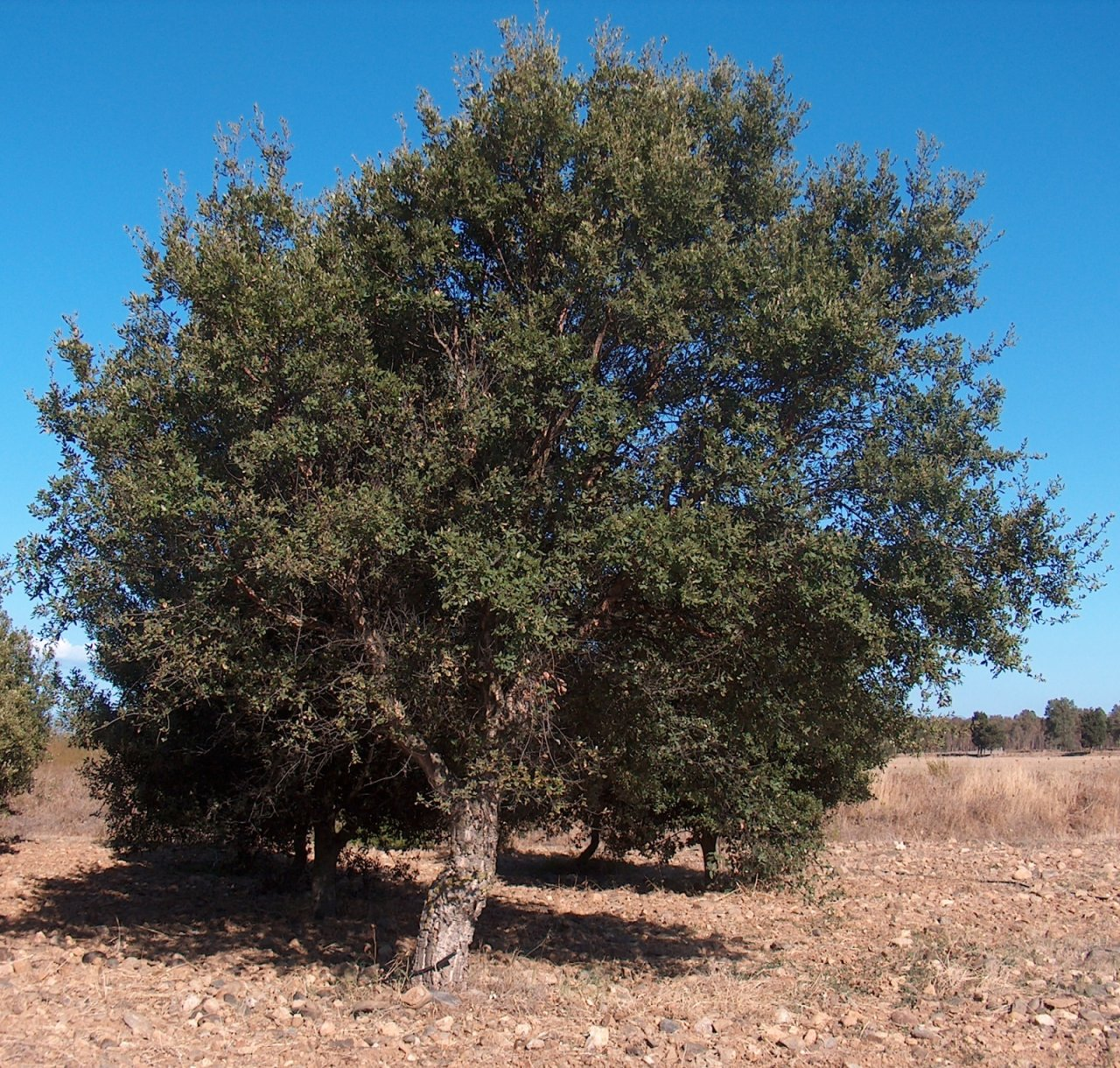
Sughera di 12 anni (Sardegna)
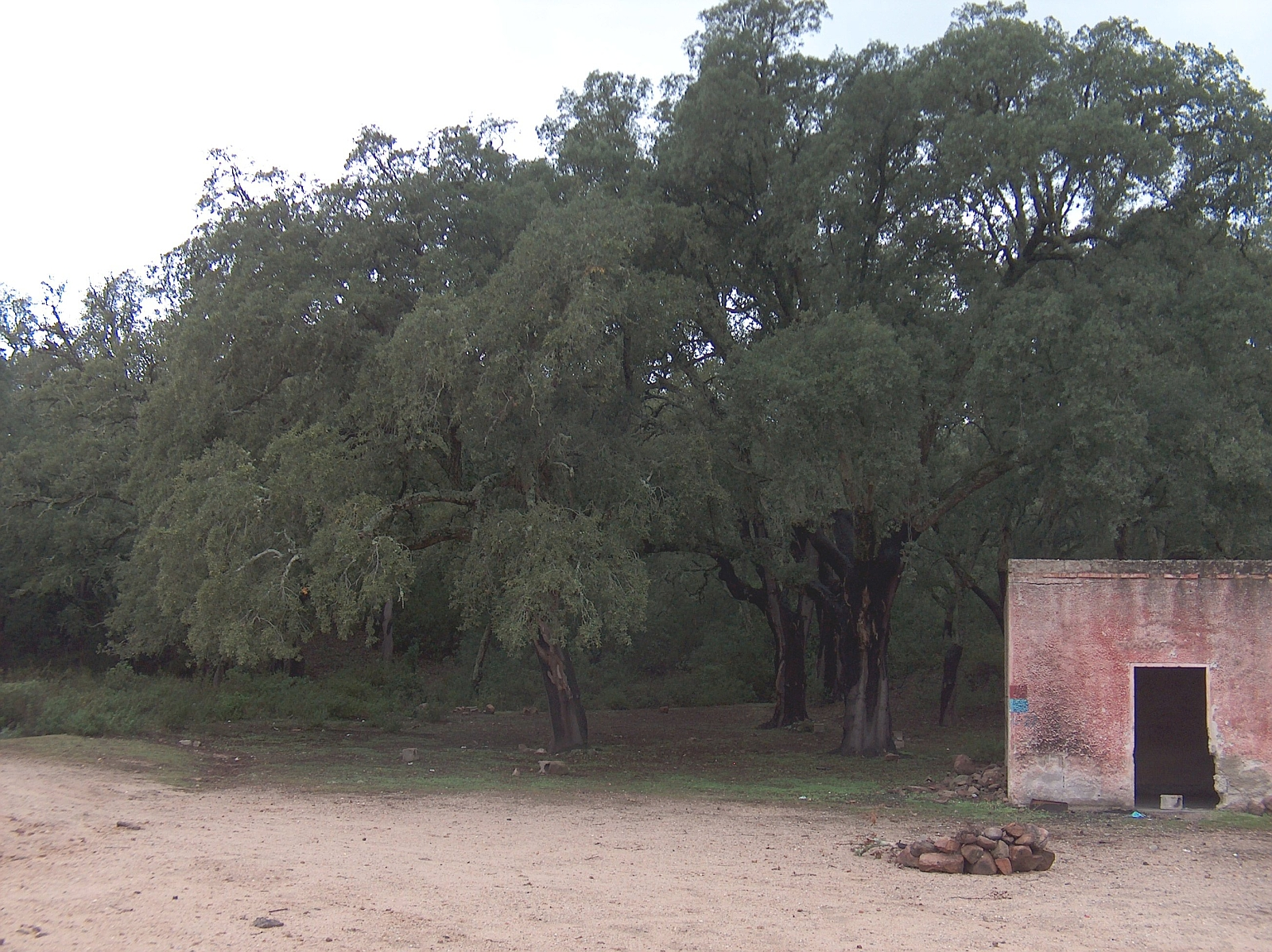
Sughere pluridecennali in produzione (Sardegna)
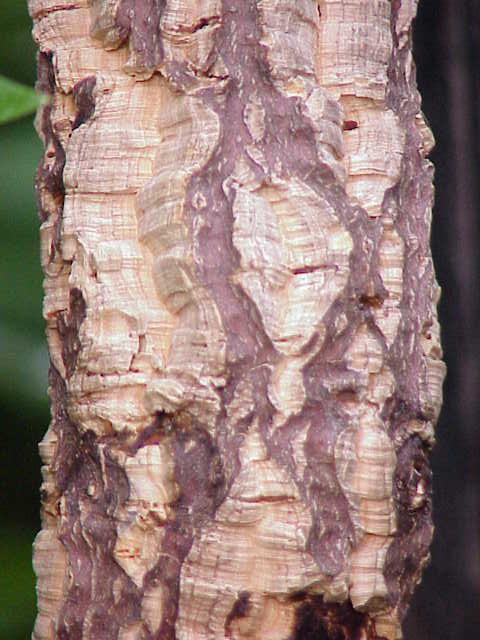
Sughero maschio di un fusto giovane
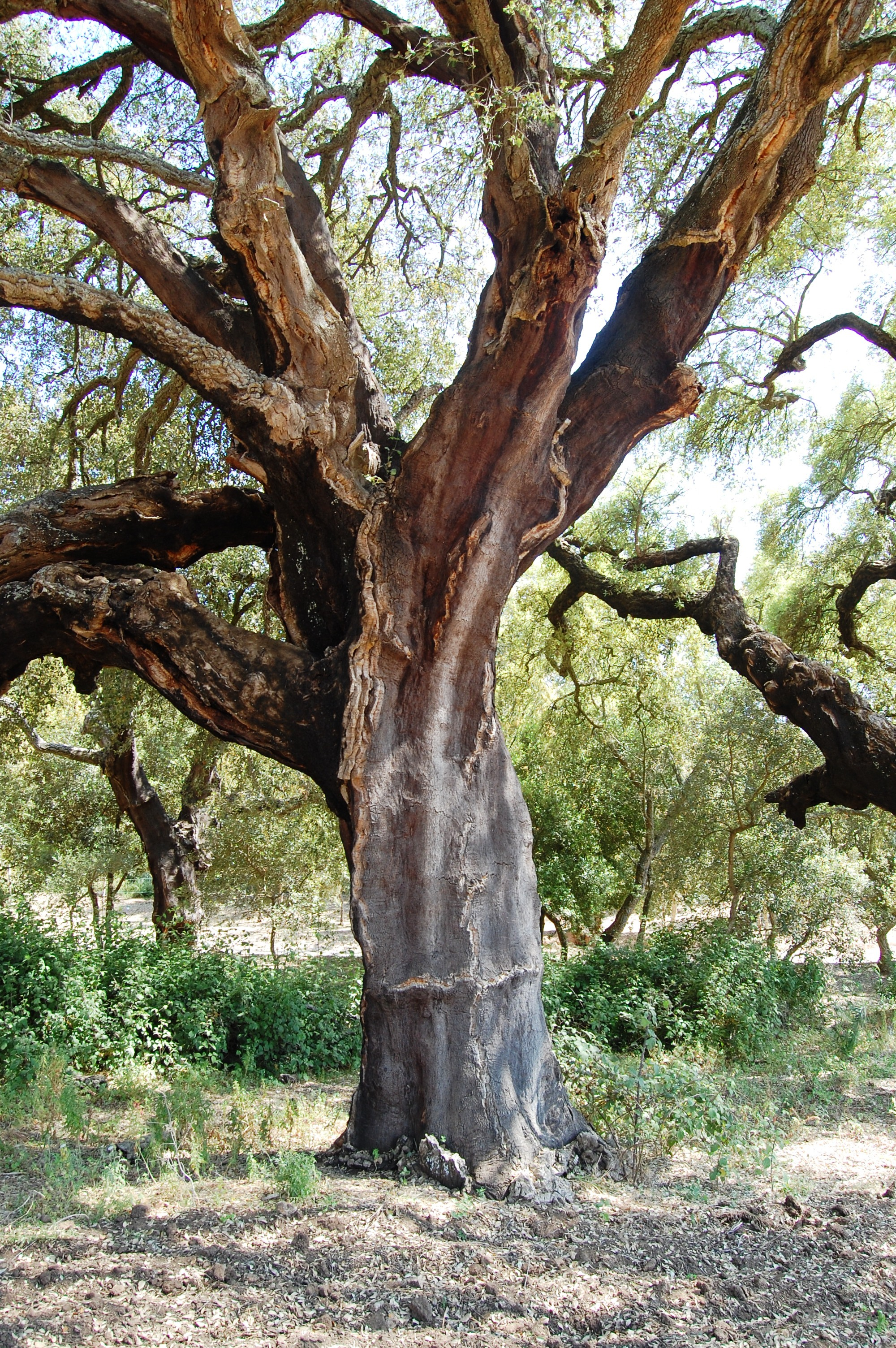
Esemplare della Sughereta di Niscemi (Sicilia)
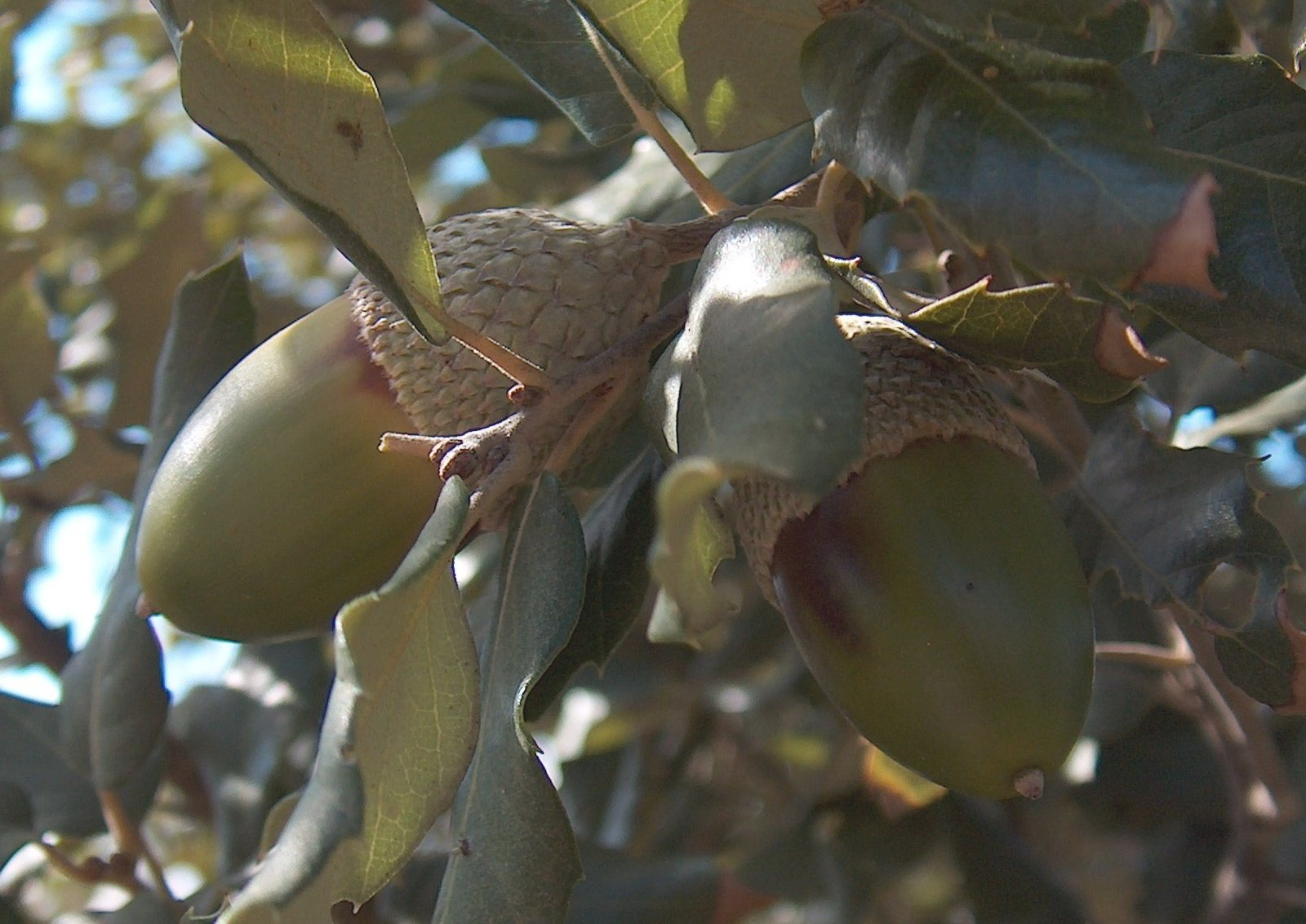
Ghiande immature
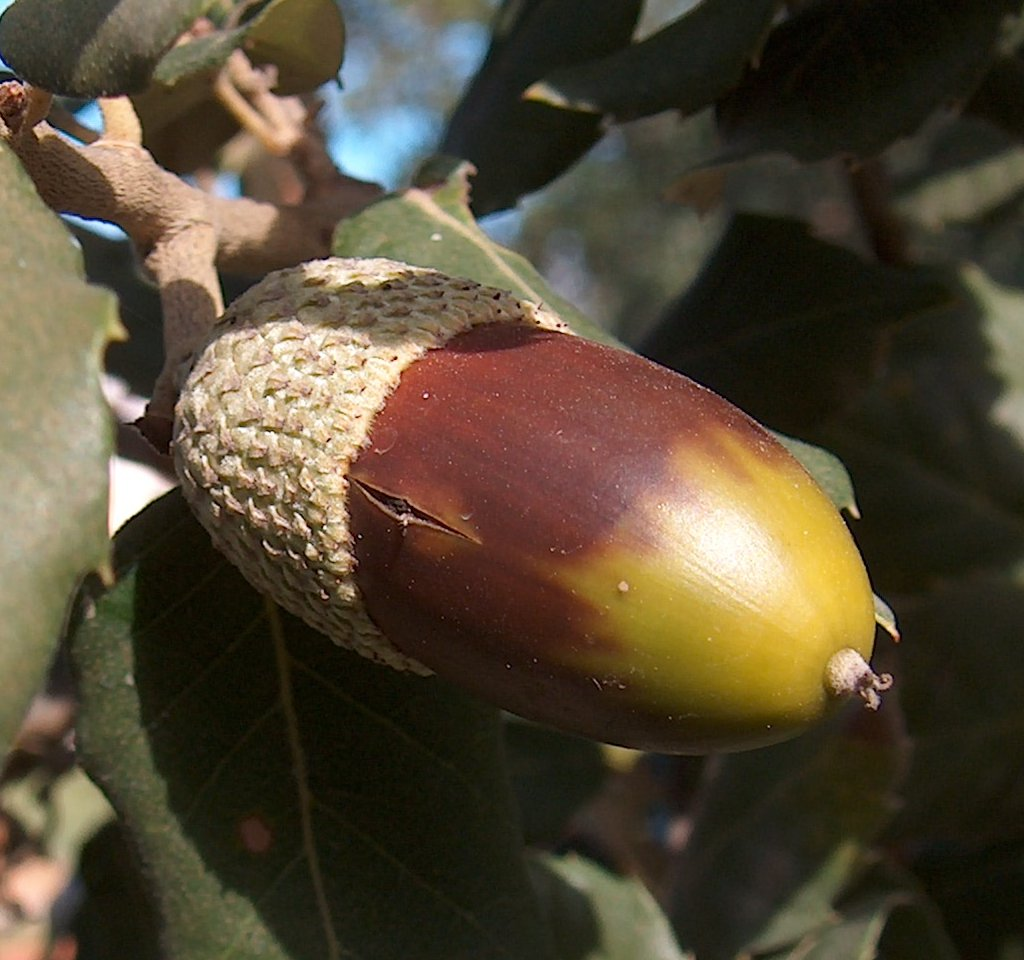
Ghianda in maturazione

## Fitogeografia

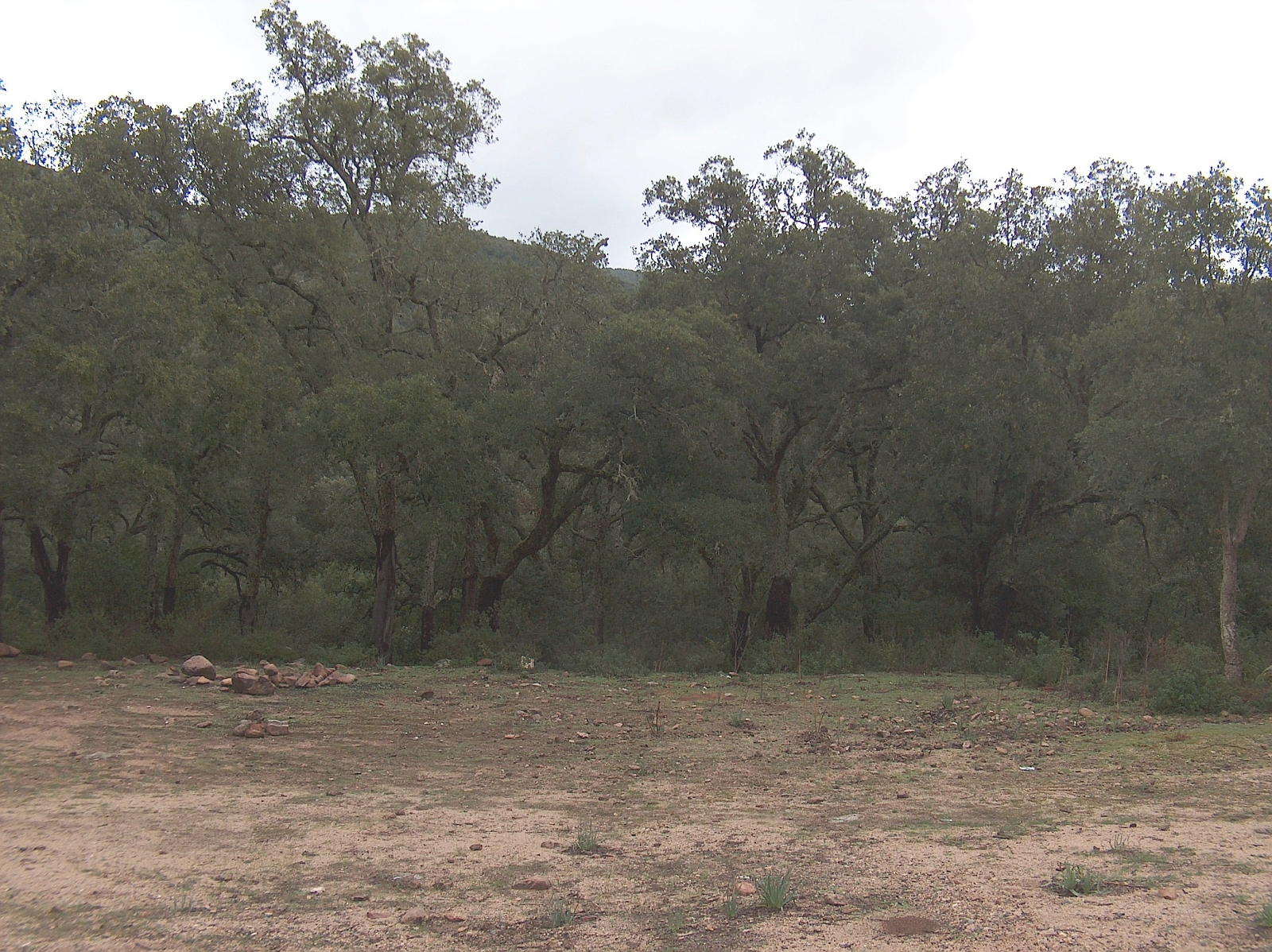
Aspetto tipico di una sughereta spontanea
(Sardegna)

La sughera è una specie termofila (soffre e può morire a periodi prolungati di temperature sotto i -5 °C) che predilige gli ambienti caldi e moderatamente siccitosi. Rifugge gli ambienti di siccità estrema o soggetti a frequenti gelate invernali. Vegeta prevalentemente su suoli derivati da rocce a matrice acida (graniti e granitoidi, trachiti, scisti granitici, filladi), diventando sporadica nei suoli basaltici e in quelli calcarei.
In Italia vegeta nella sottozona calda e media del Lauretum spingendosi fino ai 900 metri d'altitudine in alcune zone della Sicilia e della Sardegna sud-occidentale. È particolarmente diffusa in Sardegna, Sicilia, lungo la fascia costiera meridionale della Toscana e nelle limitrofe aree pianeggianti e collinari della Maremma Grossetana; risulta più sporadica nel Lazio e in Puglia, mentre è assai rara in Liguria, dove forma piccole estensioni boschive solo nei dintorni di Bergeggi, Sestri Levante e di Deiva Marina.
Dal punto di vista ecologico occupa la stessa nicchia del leccio nelle stazioni meno asciutte e più calde del suo areale, diventando nel tempo competitiva nei suoi confronti a causa di vari fattori concomitanti:
1. A differenza della lecceta pura, la sughereta è un bosco aperto che permette la crescita di una vegetazione erbacea e arbustiva utilizzabile per la pastorizia, perciò compatibile con l'allevamento estensivo.
2. Il leccio è stato storicamente impiegato per la produzione di legname da opera, legna da ardere, carbone. Per contro il legno della sughera si presta male a queste utilizzazioni a causa delle proprietà ignifughe del sughero, mentre è di maggiore importanza la produzione del sughero periodicamente asportato.
3. La sughera resiste meglio agli incendi grazie all'azione protettiva che il sughero esercita sui tessuti sottostanti.

Per questi motivi, l'azione selettiva dell'uomo e degli incendi tende a favorire nel tempo la copertura a sughera a scapito della copertura a leccio.

## Decorticazione
L'asportazione del sughero è un'operazione periodica che si esegue a cicli decennali su piante che hanno almeno 15-20 anni d'età. Per la prima decorticazione si devono rispettare delle norme di polizia forestale, tali norme prevedono che ad una altezza\da terra di 130 cm la circonferenza della pianta sia di almeno 130 cm. Il sughero maschio ha poco valore commerciale a causa dell'eccessiva irregolarità e porosità, perciò è utilizzato per trasformazioni di secondaria importanza, prevalentemente macinato di sughero usato come materiale isolante nelle costruzioni. Dopo il primo taglio, la pianta produrrà sughero femmina, destinato principalmente alla produzione di tappi di bottiglia.
Il sughero femmina si asporta ogni 9-12 anni, quando il sughero raggiunge uno spessore di circa 5 cm. L'abbreviazione dei cicli di decorticazione, oltre a produrre sughero di minore qualità è deleteria perché compromette seriamente la longevità della pianta. In ogni modo l'asportazione del sughero si ripercuote in qualche misura sulla longevità, perciò una sughera sottoposta sistematicamente alla decorticazione non supera in genere i 100-150 anni di vita. Data l'elevata richiesta nel mercato e la progressiva riduzione delle superfici a sughereta la tendenza è all'abbreviazione dei cicli di decorticazione.
Il taglio del sughero si pratica manualmente con i metodi tradizionali, usando apposite accette. L'operazione si esegue da maggio a luglio e richiede perizia ed esperienza in quanto il taglio deve arrivare al fellogeno senza interessare gli strati più interni della corteccia (felloderma e libro). Tagli male eseguiti infatti compromettono la vitalità della sughera.

## Utilizzo

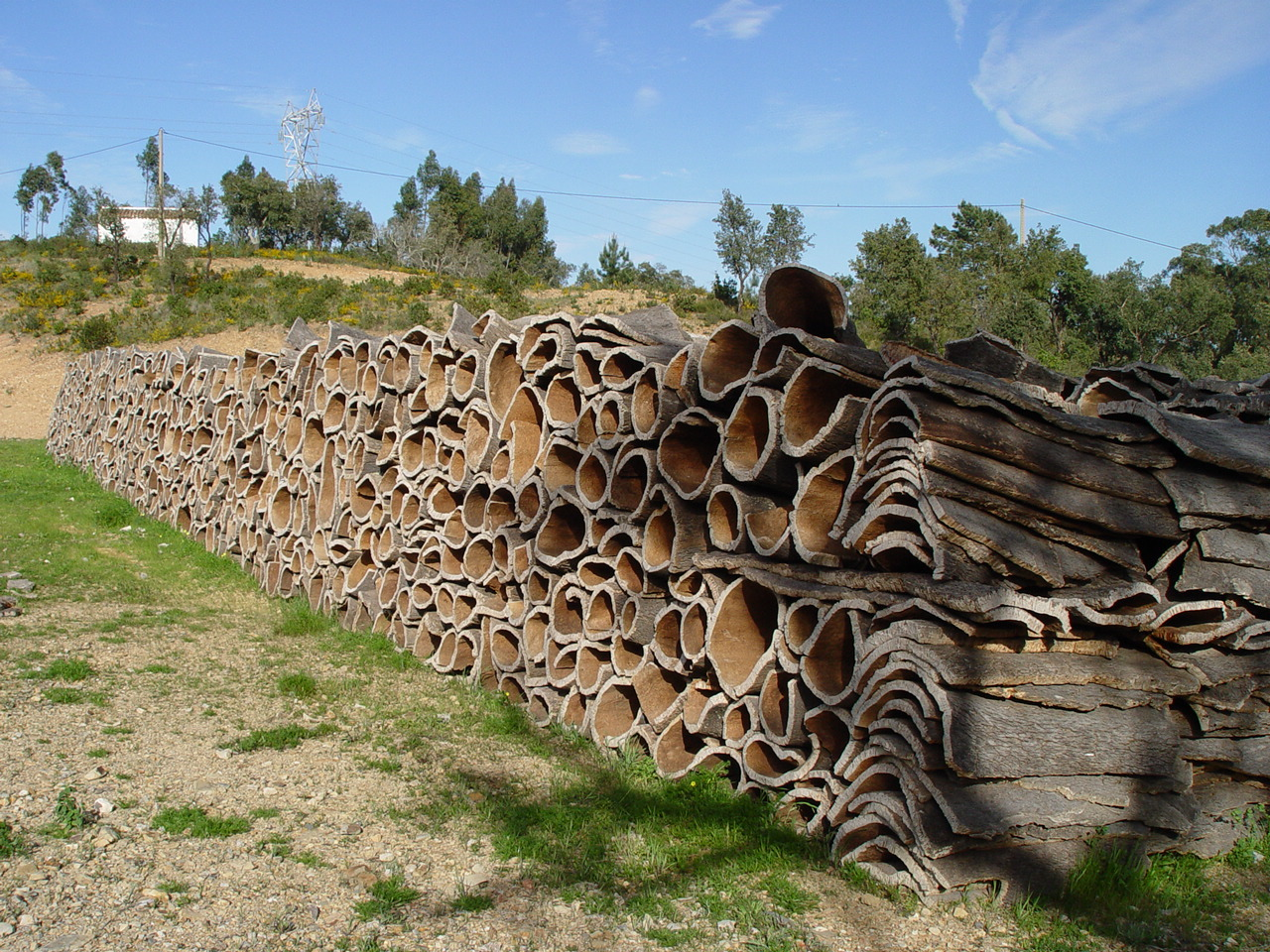
Stoccaggio di cortecce di sughero

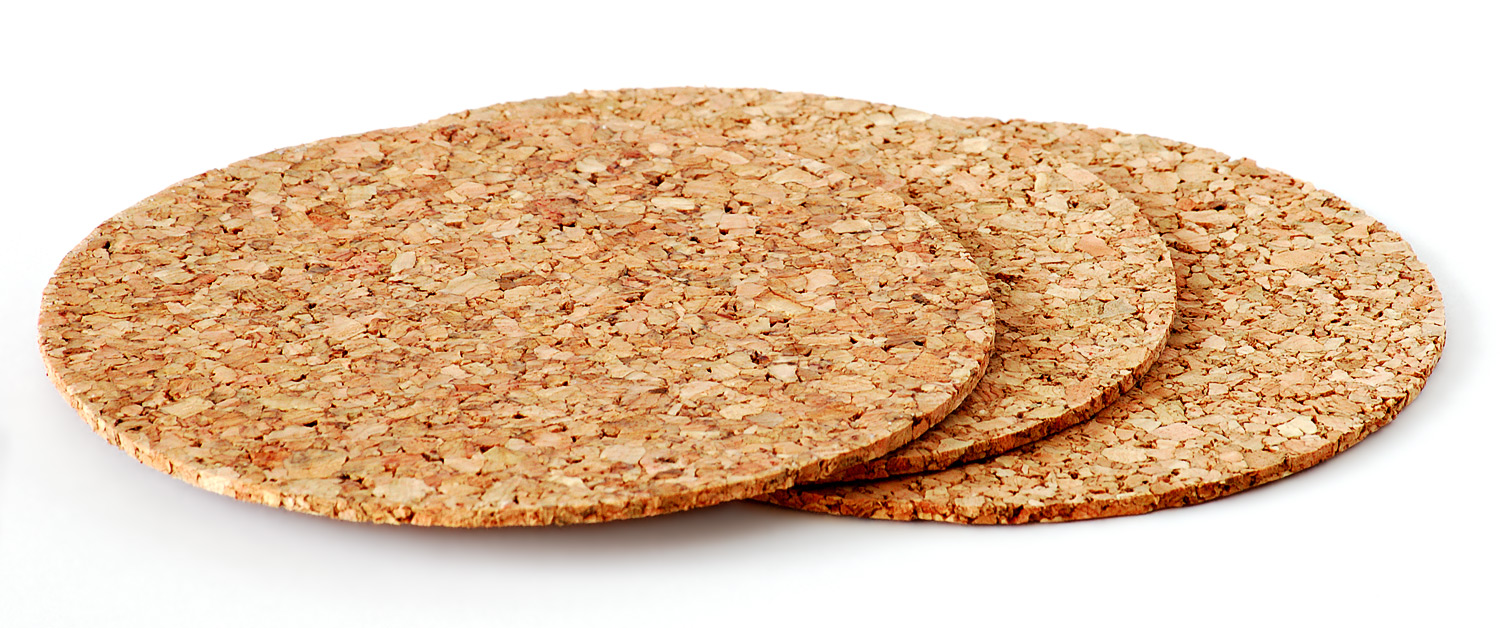
Sottobicchieri in sughero

I primi sugheri che vengono pelati hanno una superficie ruvida e sono quindi di pessima qualità, solo quelli successivi hanno una superficie più liscia e quindi più raffinata.
La sughera viene coltivata principalmente in Italia, Francia, Spagna, Portogallo, Marocco, Algeria e Tunisia. In Europa la produzione annuale di sughero ammonta a 340.000 tonnellate per un fatturato totale di 1,5 miliardi di euro e dà impiego a 30.000 persone.
Circa il 50% della produzione mondiale di sughero si trova in Portogallo, più precisamente nella regione dell'Alentejo, dove si producono 180.000 tonnellate di sughero l'anno. Spesso lo si trova in combinazione con la pastorizia o la coltivazione di cereali. La maggior parte delle aziende di lavorazione del sughero si trovano nell'area di Lisbona e nel nord del paese.
In Italia e Portogallo gli alberi scortecciati di fresco ricevono una marchiatura di colore rosso sul tronco. Se per esempio un albero è stato scortecciato nel 2003, questo sarà marchiato con un 3 affinché il contadino sappia che quell'albero potrà essere nuovamente scortecciato solo nel 2012.
La Germania è uno dei principali acquirenti del sughero portoghese.
I dischi di sughero di prima qualità vengono impiegati per la produzione di tappi di bottiglia, quelli di seconda scelta per tappezzerie o piedi per letti, quelli di categoria peggiore, invece, per la produzione di compensato, materiale isolante o pressato per la produzione di zoccoli per sandali.